# Rajdowe Mistrzostwa Czech

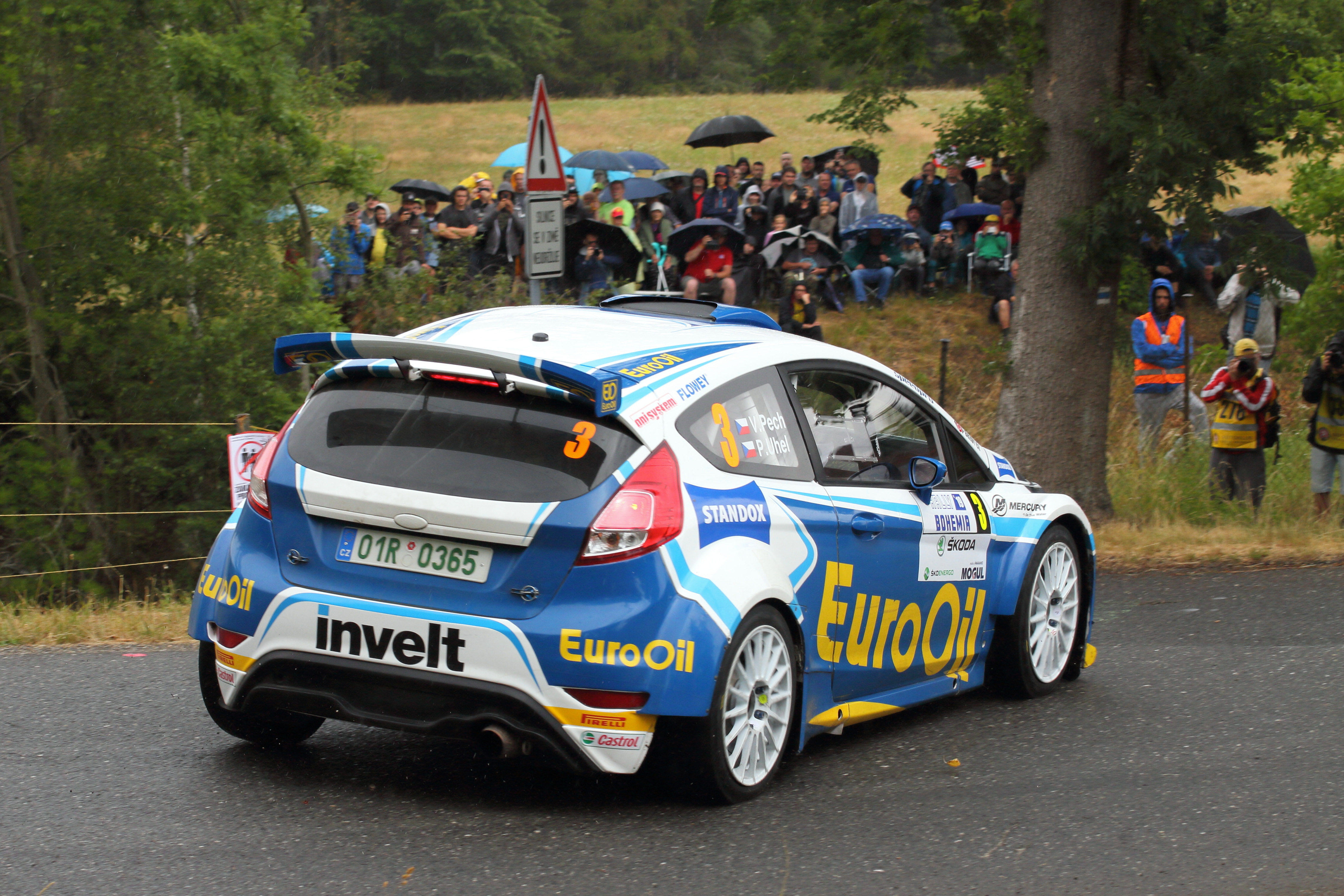
Ośmiokrotny mistrz Czech Václav Pech junior

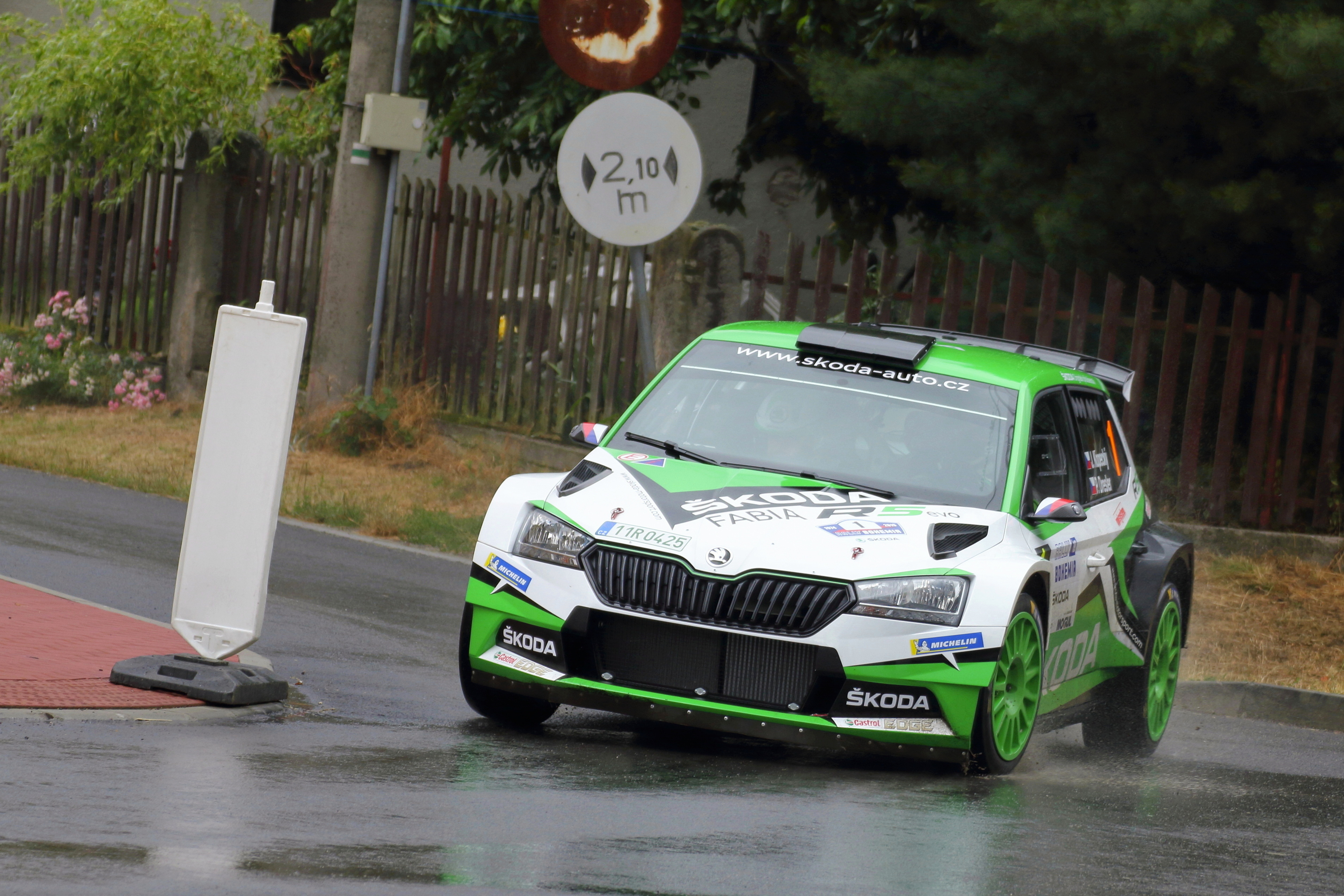
Siedmiokrotny mistrz Czech Jan Kopecký

Rajdowe Mistrzostwa Czech (Mistrovství České Republiky) – coroczny cykl mistrzowski o tytuł mistrza Czech w rajdach samochodowych, składający się z kilku rund rozgrywanych na różnych nawierzchniach na terenie całego kraju. Pierwsze mistrzostwa odbyły się w roku 1994.

## Lista mistrzów Czech[1]
| Sezon | Mistrz            | Pilot               | Samochód                  | Zespół                            |
| ----- | ----------------- | ------------------- | ------------------------- | --------------------------------- |
| 2020  | Václav Pech       | Petr Uhel           | Ford Focus RS WRC '06     | EuroOil Team                      |
| 2019  | Jan Kopecký       | Pavel Dresler       | Škoda Fabia R5 evo        | Škoda Motorsport                  |
| 2018  | Jan Kopecký       | Pavel Dresler       | Škoda Fabia R5            | Škoda Motorsport                  |
| 2017  | Jan Kopecký       | Pavel Dresler       | Škoda Fabia R5            | Škoda Motorsport                  |
| 2016  | Jan Kopecký       | Pavel Dresler       | Škoda Fabia R5            | Škoda Motorsport                  |
| 2015  | Jan Kopecký       | Pavel Dresler       | Škoda Fabia R5            | Škoda Motorsport                  |
| 2014  | Václav Pech       | Petr Uhel           | Mini Cooper S2000 1.6T    | EuroOil Invelt Team               |
| 2013  | Václav Pech       | Petr Uhel           | Mini Cooper S2000 1.6T    | EuroOil Invelt Team               |
| 2012  | Jan Kopecký       | Pavel Dresler       | Škoda Fabia S2000         | Škoda Motorsport                  |
| 2011  | Roman Kresta      | Petr Gross          | Škoda Fabia S2000         | Adell Mogul Rally Team            |
| 2010  | Pavel Valoušek    | Zdeněk Hrůza        | Škoda Fabia S2000         | Škoda Delimax Czech National Team |
| 2009  | Roman Kresta      | Petr Gross          | Peugeot 207 S2000         | Mogul Rally Team                  |
| 2008  | Roman Kresta      | Petr Gross          | Mitsubishi Lancer Evo IX  | Mogul Rally Team                  |
| 2007  | Václav Pech       | Petr Uhel           | Mitsubishi Lancer Evo IX  | EuroOil Čepro Czech National Team |
| 2006  | Václav Pech       | Petr Uhel           | Mitsubishi Lancer Evo IX  | Czech National Team               |
| 2005  | Václav Pech       | Petr Uhel           | Ford Focus RS WRC '02     | Euro Oil Team                     |
| 2004  | Jan Kopecký       | Filip Schovánek     | Škoda Fabia WRC           | Škoda Matador Team                |
| 2003  | Václav Pech       | Petr Uhel           | Ford Focus RS WRC '02     | Czech National Eurooil Team       |
| 2002  | Václav Pech       | Petr Uhel           | Ford Focus RS WRC '01     | Barum Rally Team                  |
| 2001  | Roman Kresta      | Jan Tománek         | Škoda Octavia WRC         | Škoda Benzina Team                |
| 2000  | Roman Kresta      | Jan Tománek         | Škoda Octavia WRC         | Škoda Motorsport                  |
| 1999  | Ladislav Křeček   | Jan Krečman         | Ford Escort RS Cosworth   | Benzina Mogul Team                |
| 1998  | Ladislav Křeček   | Jan Krečman         | Ford Escort RS Cosworth   | Benzina Mogul Team                |
| 1997  | Milan Dolák       | Jaroslav Palivec    | Toyota Celica GT-Four     | HRS Team                          |
| 1996  | Ladislav Křeček   | Jan Krečman         | Ford Escort RS Cosworth   | Benzina Mogul Team                |
| 1995  | Enrico Bertone    | Massimo Chiapponi   | Toyota Celica Turbo 4WD   | CW Sport Zlín                     |
| 1994  | Piergiorgio Deila | Pierangelo Scalvini | Lancia Delta HF Integrale | V.I.P Motorsport                  |